# Kunstmuseum Stuttgart

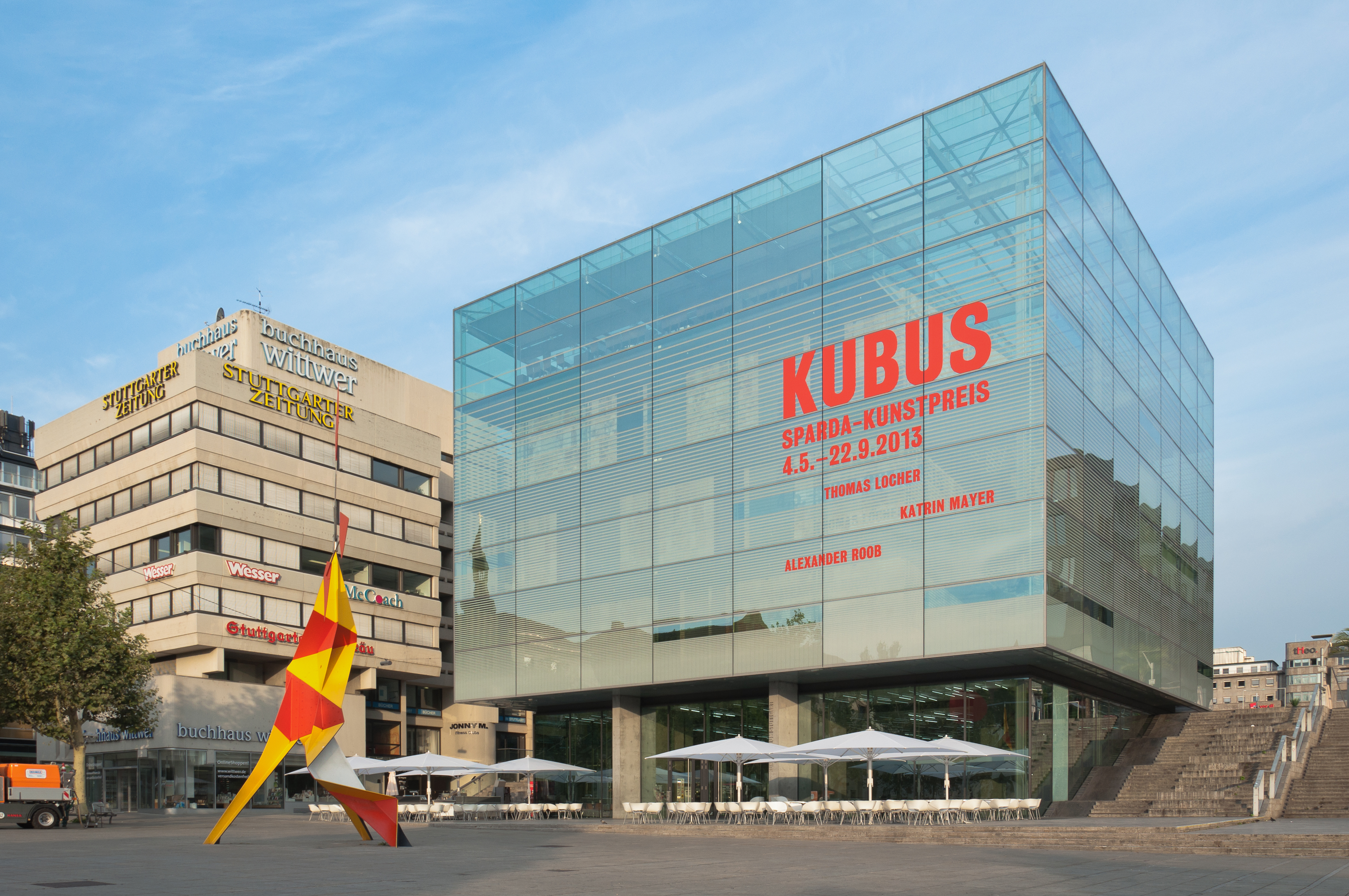
Kunstmuseum Stuttgart, im August 2013

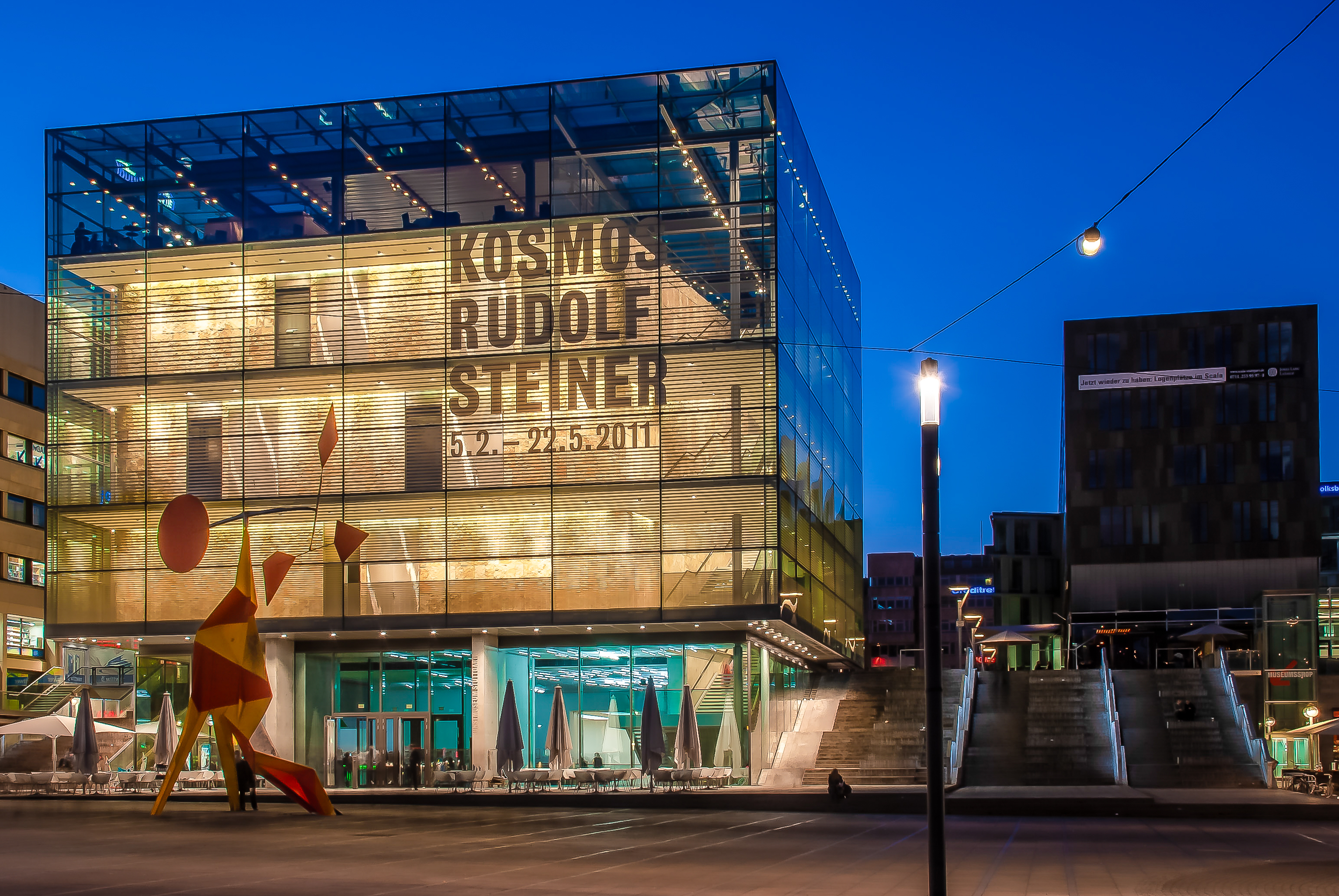
Das Kunstmuseum bei Nacht, die Fassade wird transparent. (2011)

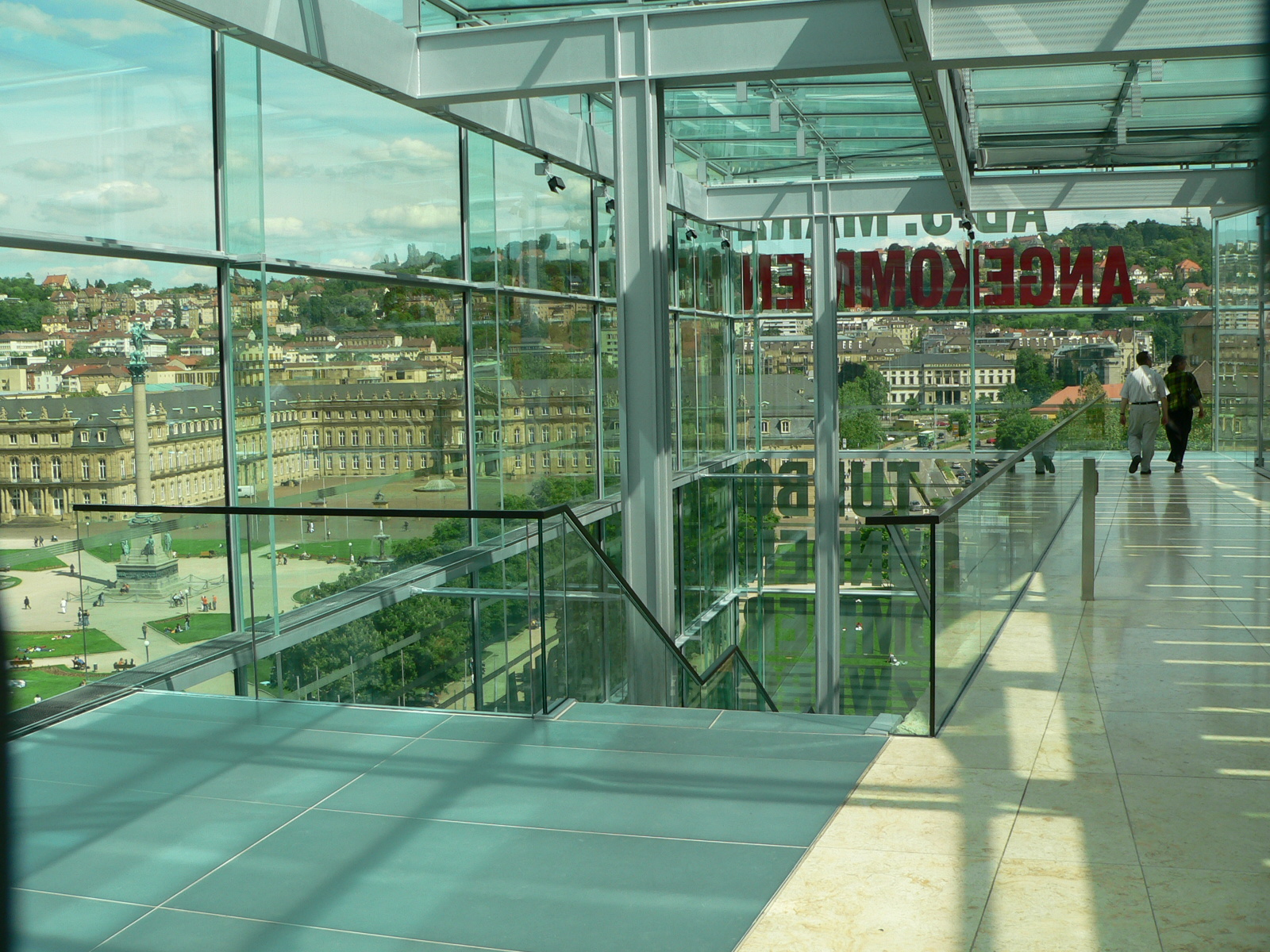
Kunstmuseum, oberste Etage, im Mai 2005

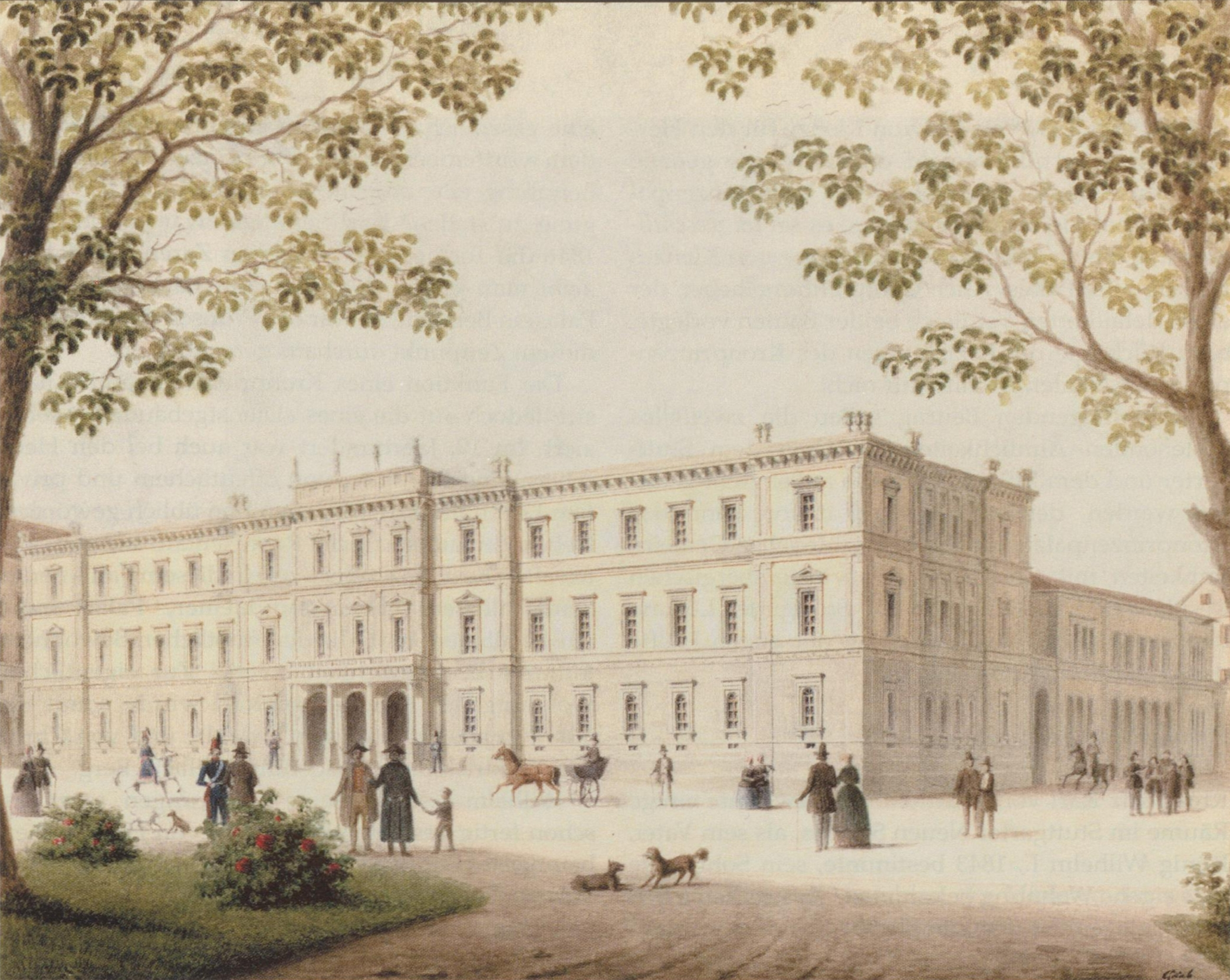
Anstelle des Kunstmuseums stand bis 1963 das Kronprinzenpalais.

Das Kunstmuseum Stuttgart ist ein Museum für Bildende Kunst in Stuttgart. Es steht anstelle des 1963 abgebrochenen Kronprinzenpalais und wurde im März 2005 als Nachfolgeinstitution der Galerie der Stadt Stuttgart eröffnet. Das am Schloßplatz und der Königstraße gelegene Museum zeigt ausgewählte Werke der städtischen Sammlung vom 19. Jahrhundert bis zur aktuellen zeitgenössischen Kunst. Daneben werden thematische oder monografische Sonderschauen präsentiert. 2022 wurde das Museum von Kunstkritikern der deutschen Sektion des internationalen Kunstkritikerverbandes (AICA) zum Museum des Jahres 2021 gewählt.

## Architektur
Das Museumsgebäude mit 5000 m² Ausstellungsfläche wurde von den Berliner Architekten Hascher und Jehle entworfen. Es wirkt von außen tagsüber als gläserner Würfel, der die Umgebung als Spiegel aufnimmt. Nachts werden die beleuchteten Kalksteinwände aus Dietfurter Kalkstein im Innern sichtbar. Die aus dem Altmühltal stammenden Natursteine sind unregelmäßige Krustenplatten mit farbigen mineralischen Oxidationen. Als weiterer Blickfang dienen meterhohe Wörter und Texte aus grauer und roter Klebefolie, die außen an den Glasfenstern angebracht werden und mit jeder Ausstellung wechseln. Der Bodenbelag in der obersten Etage ist ein Auerkalkstein, auch bekannt als Kelheimer Kalkstein, aus dem Altmühltal.
In Bezug auf das Zitat „Wenn man das Kronprinzenpalais abreißt, verliert die Westseite des Schloßplatzes die Hälfte ihres Gesichts.“ von Paul Bonatz 1951 kommentierte Dankwart Guratzsch 1999 den Entwurf des Kunstmuseums: „Sie wird es auch jetzt nicht wiederfinden.“

## Baugeschichte
An der Stelle des Kubus des neuen Kunstmuseums stand bis 1963 die Ruine des 1944 bei einem Luftangriff beschädigten Kronprinzenpalais. Es war das städtebauliche Pendant zum Wilhelmspalais, das sich am anderen Ende der Planie befindet. Nach Abriss der Ruine wurde die Planie zunächst zu einer sechsspurigen Straße mit vier zusätzlichen Tunneln für Autos und Straßenbahnen ausgebaut.
Um die Überquerung für die Fußgänger auf der Königstraße zu erleichtern, wurde 1968 der treppenartig angelegte Kleine Schloßplatz erbaut, der aber in seiner Funktion nie richtig angenommen wurde. Jahrelang wurde über einen Abriss des als überflüssig erachteten Bauwerks diskutiert, da auch die oberirdische Querstraße wieder überdeckelt worden war. Der Neubau des Kunstmuseums schloss nach 2000 diese Baulücke neben dem Königsbau entlang der Königstraße.

## Sammlung
Die Sammlung des Museums beruht auf dem Bestand der bisherigen „Galerie der Stadt Stuttgart“. Diese geht auf eine Schenkung des Marchese Silvio della Valle di Casanova im Jahre 1924 zurück.
Zum Bestand gehört heute auch die bedeutendste Sammlung von Werken des Künstlers Otto Dix, die zu großen Teilen auf den früheren Direktor der „Galerie der Stadt Stuttgart“, Eugen Keuerleber, zurückgeht. Für sie wurden eigens zwei Ausstellungsräume reserviert. Glanzstück der Sammlung ist das Triptychon Großstadt, das Dix 1927/28 malte. Darüber hinaus besitzt das Museum zahlreiche Werke u. a. von Willi Baumeister, Adolf Hölzel, K. R. H. Sonderborg, Dieter Roth, Dieter Krieg, Joseph Kosuth, Rebecca Horn, Wolfgang Laib, Josephine Meckseper, Thomas Grünfeld, Ben Willikens, Haegue Yang.
Das Atelier- und Wohnhaus von Otto Dix in Hemmenhofen (Gaienhofen) auf der Höri am Bodensee wurde 2009 vom Kunstmuseum Stuttgart neu konzipiert. Bis dahin hatte der Verein Otto-Dix-Haus e. V. das Künstlermuseum ehrenamtlich geleitet. Als Museum Haus Dix wurde es 2013 wiedereröffnet und ist dem Leben der ganzen Familie Dix gewidmet. Der Verein unterstützt das Haus weiterhin ehrenamtlich. Die Stadt Stuttgart, die Gemeinde Gaienhofen, der Landkreis Konstanz sowie Sponsoren investierten insgesamt 1,5 Millionen Euro zur Rettung des stark sanierungsbedürftigen Hauses.

## Sonderausstellungen
- „SHIFT. KI und eine zukünftige Gemeinschaft“ (6/2023 – Oktober 2023) und im Marta Herford (6/2023 – Oktober 2023)
- „Das neusachliche Typenporträt in der Weimarer Zeit. Sieh Dir die Menschen an!“ (Dezember 2023 – 4/2024)[4]
- „Otto Herbert Hajek“ (Oktober 2023 – Oktober 2024)[5]
- „Wolfgang Laib: The Beginning of Something Else“ (Juni 2023 – November 2023)[6]
- „From 1914 till Ukraine“ (März 2023 – Juli 2023)[7]
- „SHIFT. KI und eine zukünftige Gemeinschaft,“ mit dem Marta Herford (Februar 2023 – Mai 2023)[8]
- „Kubus. Sparda-Kunstpreis 2022“ (September 2022 –  Januar 2023)[9]
- „Tobias Rehberger „I do if I don't““ (März 2022 – August 2022)[10]
- „Gego. Die Architektur einer Künstlerin“ (Februar 2022 – Juli 2022)[11]
- „PROTESTBEREITSCHAFT – Zeitgenössischer Aktivismus zwischen Haltung und Stil“ (Dezember 2021 –  Januar 2022)[12]
- „Jetzt oder nie – 50 Jahre Sammlung LBBW“ (November 2021 – Februar 2022)[13]
- „Paul Uwe Dreyer“ (Oktober 2021 –  Januar 2022)[14]
- „zwischen system&intuition: KONKRETE KÜNSTLERINNEN“ (Juni 2021 – Oktober 2021)[15]
- „Kamm, Pastell und Buttermilch. Willi Baumeister, Adolf Hölzel und Fritz Seitz“ (November 2020 – September 2021)[16]
- „Beyond Walls – Über Grenzen hinaus“ (November 2020 – April 2021)[17]
- „Graffiti im Kessel“ (September 2020 – April 2021)[18]
- „WÄNDE | WALLS“ (September 2020 – Mai 2021)[19]
- „Secret Walls Gallery“ (August 2020 –  Januar 2021)[20]
- „Der Traum vom Museum ‚schwäbischer‘ Kunst. Das Kunstmuseum Stuttgart im Nationalsozialismus“ (Februar 2020 – November 2020)[21]
- „Vertigo. Op Art und eine Geschichte des Schwindels 1520–1970“ (November 2019 – August 2020)[22]
- „Ragnar Kjartansson. Scheize – Liebe – Sehnsucht“ (Juli 2019 – Oktober 2019)[23]
- „Kubus. Sparda-Kunstpreis 2019“ (März 2019 – Juni 2019)[24]
- „EKSTASE“ (September 2018 – Februar 2019)[25]
- „Tino Sehgal“ (Juni 2018 – Juli 2018)[26]
- „Mixed Realities. Virtuelle und reale Welten in der Kunst“ (Mai 2018 – August 2018)[27]
- „Reinhold Nägele. Chronist der Moderne“ (Januar 2018 – Juni 2018)[28]
- „Patrick Angus. Private Show“ (Dezember 2017 – April 2018)[29]
- „Über den Umgang mit Menschen, wenn Zuneigung im Spiel ist. Sammlung Klein“ (Juli 2017 – November 2017)[30]
- „Kubus. Sparda-Kunstpreis 2017“ (März 2017 – Juni 2017)[31]
- „Konkrete Anliegen. Sammlung Teufel“ (Februar 2017 –  Januar 2018)[32]
- „[un]erwartet. Die Kunst des Zufalls“ (Juli 2016 –  Januar 2017)[33]
- „auf papier... arbeiten von willi baumeister“ (Juni 2016 –  Januar 2017)[34]
- „Candice Breitz: Ponderosa“ (April 2016 – Mai 2016)[35]
- „Amie Siegel. Part 2. Ricochet“ (Januar 2016 – Mai 2016)[36]
- „I Got Rhythm. Kunst und Jazz seit 1920“ (Oktober 2015 – März 2016)[37]
- „Camille Graeser und die Musik“ (September 2015 –  Januar 2016)[38]
- „Thomas Gründfeld. 1&5 – Werke von 1983–2014“ (Juni 2015 –  Januar 2016)[39]
- „Sammlung Rudolf und Barbara Fakler. Teil 2“ (Mai 2015 – November 2015)[40]
- „Kubus. Sparda-Kunstpreis 2015“ (Mai 2015 – September 2015)[41]
- „Sound in Motion. Internationale Video- und Performancekunst“ (März 2015 –  Januar 2017)[42]
- „Buch – Kunst – Objekt. Sammlung Lucius“ (Februar 2015 – August 2015)[43]
- „Dieter Roth. Balle Balle Knalle“ (Dezember 2014 – Mai 2015)[44]
- „Sammlung Rudolf und Barbara Fakler. Teil 1“ (November 2014 – Mai 2015)[45]
- „Cool Place. Sammlung Scharpff“ (Juli 2014 – November 2014)[46]
- „Gego. Line as Object“ (März 2014 – Juli 2014)[47]
- „Luisa Richter“ (März 2014 – Juni 2014)[48]
- „100 Jahre Erster Weltkrieg. Positionen aus der Sammlung“ (Januar 2014 – April 2014)[49]
- „Willi Baumeister International“ (Oktober 2013 – März 2014)[50]
- „Stankowski-Stiftung. Fotografien aus dem Archiv“ (Juni 2013 – Oktober 2013)[51]
- „Kubus. Sparda-Kunstpreis 2013“ (Mai 2013 – September 2013)[52]
- „Fritz Winter. Das Innere der Natur“ (April 2013 –  Januar 2014)[53]
- „Andreas Magdanz. Stuttgart Stammheim“ (November 2012 – März 2013)[54]
- „Das Auge der Welt. Otto Dix und die Neue Sachlichkeit“ (November 2012 – April 2013)[55]
- „Georg Winter: Flüchtiges Beben. Epizentrum für Psychomotorik / Performance / Interaktion (EPSY)“ (Juli 2012 – Oktober 2012)[56]
- „Sammlung Rudolf und Bertha Frank“ (Juni 2012 – Oktober 2012)[57]
- „Rasterfahndung. Das Raster in der Kunst nach 1945“ (Mai 2012 – Oktober 2012)[58]
- „Michel Majerus“ (November 2011 – April 2012)[59]
- „180°: Die Sammlung im Kubus“ (November 2011 – Oktober 2012)[60]
- „Sammlerreihe: Walter Stöhrer-Stiftung“ (Juli 2011 – September 2011)[61]
- „„Kunst ist eine Wissenschaft“. Hölzel, Baumeister und die Stuttgarter Akademie“ (Juni 2011 – Oktober 2011)[62]
- „Ars Viva. Labor“ (Juni 2011 – Oktober 2011)[63]
- „Sammlerreihe: Sammlung Rudolf und Ute Scharpff“ (Februar 2011 – Mai 2011)[64]
- „Kosmos Rudolf Steiner“ (Februar 2011 – Mai 2011)[65]
- „Camill Leberer“ (November 2010 –  Januar 2011)[66]
- „Kleine große Künstler“ (Oktober 2010 – Oktober 2010)[67]
- „Eat Art. Vom Essen in der Kunst“ (092010 –  Januar 2010)[68]
- „Simply Video. Bewegte Bilder aus Kunsthalle Bremen“ (Mai 2010 – August 2010)[69]
- „Gerda Taro. Krieg im Fokus“ (Januar 2010 – Mai 2010)[70]
- „Elger Esser. Eigenzeit“ (November 2009 – April 2010)[71]
- „Konkret. Die Sammlung Heinz und Anette Teufel“ (Oktober 2009 –  Januar 2010)[72]
- „Ben Willikens. Licht und Dunkel“ (Juli 2009 – Oktober 2009)[73]
- „Kaleidoskop. Hoelzel in der Avantgarde“ (Juli 2009 – Oktober 2009)[74]
- „Drei. Das Triptychon in der Moderne“ (Februar 2009 – Juni 2009)[75]
- „Christian Jankowski“ (September 2008 –  Januar 2009)[76]
- „Dieter Krieg. Fritten und Brillanten“ (April 2008 – August 2008)[77]
- „Getroffen. Otto Dix und die Kunst des Porträts“ (Dezember 2007 – April 2008)[78]
- „Im Rampenlicht. Baumeister als Bühnenbildner“ (September 2007 – Februar 2008)[79]
- „Josephine Meckseper“ (Juli 2007 – Oktober 2007)[80]
- „Laboratorium Lack. Baumeister, Schlemmer, Krause 1937-1944“ (April 2007 – Juli 2007)[81]
- „Cross-border. Fotografie und Videokunst aus dem mumok Wien“ (März 2007 – Juni 2007)[82]
- „Piktogramme – Die Einsamkeit der Zeichen“ (November 2006 – Februar 2007)[83]
- „Leuchtende Bauten: Architektur der Nacht“ (Juni 2006 – Oktober 2006)[84]
- „Neue Formen. Fritz Winter: Arbeiten auf Papier 1925-1975“ (Februar 2006 – Mai 2006)[85]
- „Max Bill. Eine Retrospektive“ (September 2005 –  Januar 2006)[86]
- „Otto Dix. Hommage à Martha“ (September 2005 – November 2005)[87]
- „angekommen – Die Sammlung im eigenen Haus“ (März 2005 – Juli 2005)[88]

## Frischzelle – Ausstellungen von jungen Künstlerinnen und Künstlern
- Hannah J. Kohler (10/2022 – 09/2023)[89]
- Hannah Zenger (04/2022 – 10/2022)
- Claudia Magdalena Merk (10/2020 – 04/2022)
- André Wischnewski (10/2019 – 09/2020)
- Benjamin Bronni (10/2018 – 09/2019)
- Ann-Kathrin Müller (10/2017 – 10/2018)
- Melanie Dorfer (10/2016 – 09/2017)
- Raphael Sbrzesny (11/2015 – 05/2016)
- Schirin Kretschmann (11/2014 – 05/2015)
- Otto D. Handschuh (04/2014 – 09/2014)
- Mona Ardeleanu (11/2013 – 03/2014)
- Peles Empire (03/2013 – 07/2013)
- Anahita Razmi (12/2012 – 03/2013)
- Björn Braun (03/2012 – 04/2012)
- Stefanie Trojan (09/2011 – 10/2011)
- Michał Budny (05/2011 – 07/2011)
- Markus Amm (10/2010 – 02/2011)
- Katinka Bock (03/2010 – 06/2010)
- Nasan Tur (09/2009 – 12/2009)
- Stefan Burger (03/2009 – 05/2009)
- Luka Fineisen (10/2008 – 02/2009)
- Gereon Krebber (03/2008 – 06/2008)
- Pablo Wendel (06/2007 – 07/2007)
- Alexander Schellow (02/2007 – 05/2007)
- Susanne Kutter (12/2006 – 01/2007)
- Albrecht Schäfer (07/2006 – 08/2006)
- Pia Maria Martin (02/2006 – 05/2006)
- Alex Müller (10/2005 – 11/2005)
- Jörg Obergfell (06/2005 – 07/2005)

## Leitung
Die erste Leiterin des Kunstmuseums Stuttgart, Marion Ackermann, wurde 2009 Direktorin der Kunstsammlung NRW in Düsseldorf. Ulrike Groos, frühere Direktorin der Kunsthalle Düsseldorf, übernahm 2010 die Leitung des Kunstmuseums.

## Besucherzahlen
Im ersten Jahr nach der Eröffnung des Hauses wurden 330.000 Besucher gezählt. Damit hat das Kunstmuseum sogar die Staatsgalerie in Stuttgart überflügelt. Im Jahr 2015 zählte das Museum etwa 161.000 Besucher und die Staatsgalerie 375.694. Im Jahr 2017 besuchten das Kunstmuseum 149.600 Menschen (Staatsgalerie: 223.700 Besucher). Ein Jahr später 2018 kamen 199.827 Besucher in die Staatsgalerie, die die eintrittsfreie Ausstellung 175 Jahre Staatsgalerie – #mein Museum sowie die Ausstellungen Meister von Meßkirch und Ernst Ludwig Kirchner zeigte. Das Kunstmuseum konnte in diesem Jahr mit den Sonderausstellungen Reinhold Nägele. Chronist der Moderne und Ekstase die Staatsgalerie bei den Besucherzahlen mit 223.700 Besuchern die Staatsgalerie überholen.

## Weitere Angebote
- Museumsdidaktik
- Gastronomie
  - das »o.T.« im Foyer
  - das rundum verglaste Dachrestaurant »Cube« (Innengestaltung/Design Heinz Witthöft)

## Kunstvermittlung
Das Kunstmuseum Stuttgart stellt verschiedene Vermittlungsformate für unterschiedliche Zielgruppen und Anforderungen bereit. Unter anderem werden spezielle Veranstaltungen für Seniorinnen und Senioren sowie Führungen in ukrainischer Sprache angeboten. Für die Zielgruppe der Kinder und Jugendlichen gibt es mehrere Vermittlungsangebote, wie speziell auf den Wissensstand der Kinder angepasste Führungen und Angebote für Eltern mit Kleinkindern. Darüber lassen sich auch klassische Formate wie Sammlungsführungen, private Führungen und Ausstellungsführungen finden.

## Filme
- Kunstmuseum Stuttgart und Museum Haus Dix (= Museums-Check. Folge 34). Reportage, 30 Min., Moderation: Markus Brock, Produktion: 3sat. Erstausstrahlung: 4. Oktober 2015.[96]